# Amanita boudieri
Amanita boudieri är en svampart som beskrevs av Barla 1887. Amanita boudieri ingår i släktet flugsvampar och familjen Amanitaceae.   Inga underarter finns listade i Catalogue of Life.

## Bildgalleri

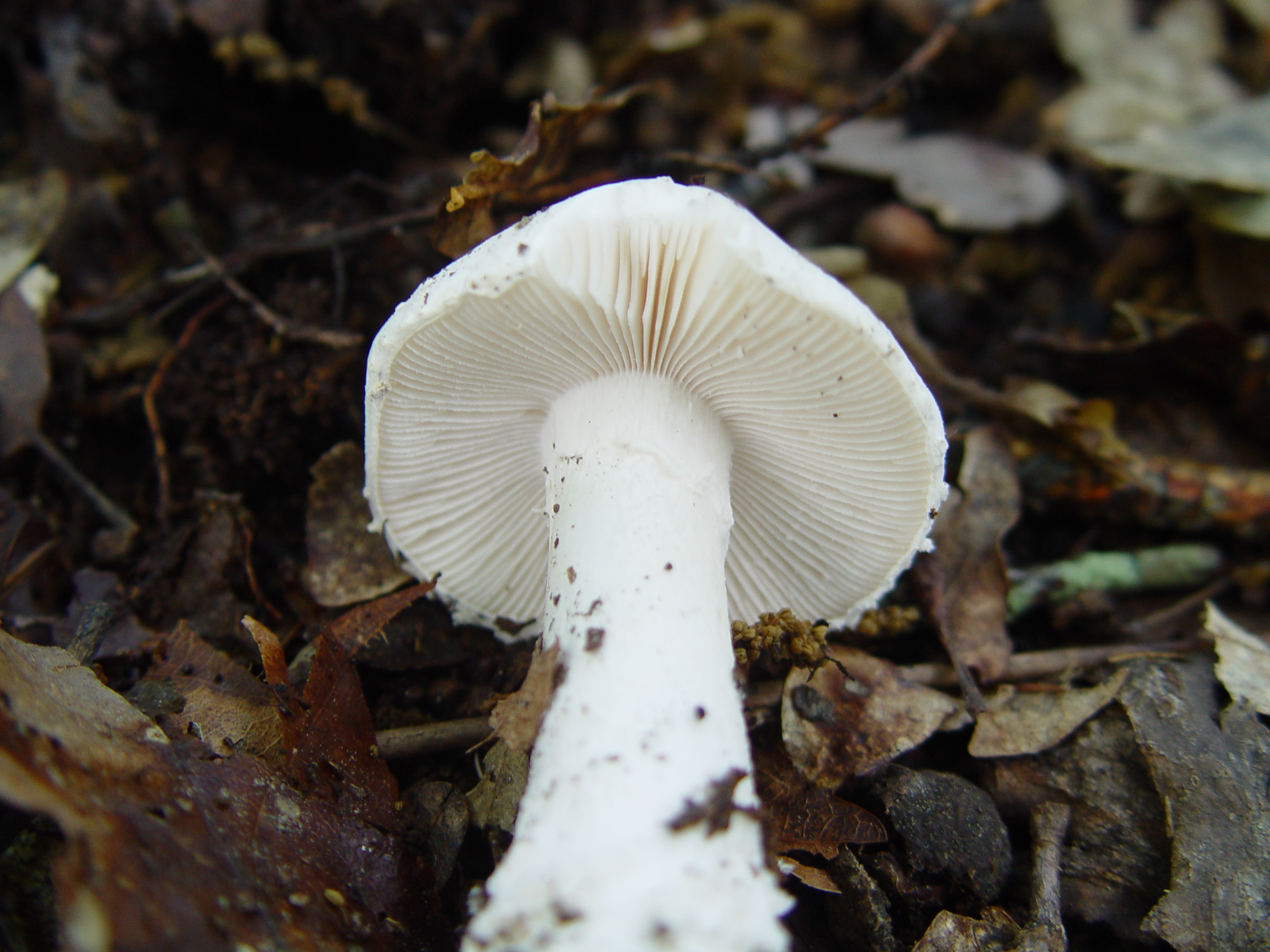